# Kim Mi-sun
Kim Mi-sun (6 juni 1964) is een hockeyspeelster uit Zuid-Korea.
Op de Olympische Zomerspelen in 1988 won zij met het Zuid-Koreaanse team de zilveren medaille.